# Meja
Meja Anna Pernilla Kullersten, tidigare Beckman, född Torndahl 12 februari 1969 i Nynäshamn, är en svensk sångerska och kompositör. Hon slog igenom 1993 med musikprojektet Legacy of Sound med hitlåten "Happy".
Bland hennes mer välkända melodier återfinns "All 'Bout the Money" och "Private Emotion", den senare en duett med Ricky Martin.
Singeln "Blame It On the Shadows" släpptes kommersiellt den 20 september 2013.
Singeln är skriven av Meja och Nicolas Gunthardt och producerad av Ebbot Lundberg. 
Under 2014 var hon ambassadör för "The Non Violence Project".

## Biografi
Meja Kullersten föddes som Anna Pernilla Torndahl. Vid tre års ålder började hon kalla sig själv för Meja och 1976 antog hon formellt namnet som tilltalsnamn.[källa behövs]
Vid fem års ålder började hon skriva dikter, skådespela och sjunga i kör. Hon scendebuterade som sjuåring på Ystads Stadsteater. Kullersten växte upp i en musikalisk familj; hennes morfar Per Lundkvist var kompositör och musikdirektör och hennes mor Karin spelade in sina första skivor som åttaåring innan hon beslöt sig för att bli konstnär.
År 1986, vid 16 års ålder, flyttade Kullersten till Mallorca för att studera. Hon lärde där känna den amerikanska jazztrumpetaren och sångaren Stephen Franckevich och började även ta sånglektioner för Deborah Carter. Under denna period kom hon i kontakt med jazzmusik och beslöt sig för att fokusera på en musikkarriär.
År 1990 flyttade Kullersten till Stockholm. Hon sjöng med olika musikgrupper och hade uppdrag som bakgrundssång. År 1991 blev Kullersten bakgrundssångerska till Rob n Raz DLC. År 1992 flyttade hon till Los Angeles för studier vid The Musicians Institute i Hollywood. Hon tog examen från sångutbildningen VIT vintern 1992 och återvände till Sverige.
År 1999 uppgav sig Kullersten vara buddhist och vegetarian.

### Legacy of Sound (1993–1995)
Kullerstens professionella karriär startade 1993 med garage-houseprojektet Legacy of Sound. Hon skrev musiken tillsammans med Anders Bagge. Deras första singel, dansgolvs-hiten "Happy" från debutalbumet Holy Groove, nådde Top 10 på Billboard Hot Dance Music Club Play och Top 70 på Billboard Hot 100 och var en stor hit på radio i Kanada. "Happy" gavs ut i över 20 länder.
Under tiden med Legacy of Sound upptäckte Kullersten artisten Robyn då hon uppträdde på en skola i Stockholm med en av sina första sånger. Kullersten introducerade Robyn för sitt skivbolag.
År 1994 spelade Kullersten in ytterligare ett album med Legacy of Sound, Tour de Force, innehållande låtar som "Woman In Me" som senare spelades in av artisterna Jessica Simpson och Destiny's Child.

### Genombrott som soloartist (1995–1997)
Efter två succéalbum med Legacy of Sound lämnade hon gruppen för att ge sig in i en mer poporienterad karriär. År 1995 började hon arbeta med managern Lasse Karlsson (Ace of Base) och låtskrivare/producent Douglas Carr. År 1996 kom hennes första soloalbum, Meja, med låtar som "How Crazy Are You" och "Rainbow", den senare skriven tillsammans med Billy Steinberg. Inom kort blev Kullerstens huvudmarknad Japan där hon sålde närmare en miljon skivor och vann priser som "Bäst säljande kvinnliga artist" och "Bästa popalbum". Hon hade sin första turné, "The Flower Girl Jam Tour", i Japan 1997.

### All 'Bout the Money (1998)
Plejaderna inspirerade Kullersten till hennes andra studioalbum, Seven Sisters, 1998. Hennes framgångar i Japan fortsatte, men även i Europa och USA. Sången "All 'Bout the Money" spelades på radiostationer över hela världen. "All 'Bout the Money" nådde nr 1 på Billboards Boarder Breakers och Top 10 på European Radio Top 50 Chart.

### Lansering USA (1999)
I slutet av 1998 gav Columbia ut Kullerstens första singel "How Crazy Are You?” i USA. Singeln följdes av albumet Seven Sisters utgiven på Columbias C2. Rolling Stone skrev: "Meja förvandlar socialt medvetande till strålande svensk popnjutning ..."
År 1999 mottog hon priset "Bäst säljande skandinaviska artist" vid World Music Awards i Monte Carlo och var nominerad för två grammisar på den svenska Grammisgalan – Bästa kvinnliga pop/rockartist och den ärofyllda nomineringen Årets låt. Hon uppträdde även vid invigningen av den 33:e MIDEM-festivalen i Cannes, efter att ha toppat Music & Media’s Boarder Breakers Charts i sex veckor som nr 1.

### Private Emotion (1999)
År 1999 åkte Kullersten till Miami för att spela in "Private Emotion", en duett tillsammans med Ricky Martin för hans engelska debutalbum. Sången skrevs av Eric Bazilian och Bob Hyman och producerades av Desmond Child.

### Realitales (2000)
Efter att ha spelat in videon för "Private Emotion" tillsammans med regissören Frances Lawrence i Los Angeles, stannade Kullersten kvar för att arbeta med sin nya skiva Realitales (2000). Hon samarbetade med Billy Steinberg, KC Porter, Marti Frederiksen och Maia Sharp. Hon skrev även två sånger till skivan tillsammans med Stephen Lipson.  Musiken fick ett något rockigare uttryck jämfört med hennes tidigare album. Albumomslaget fotograferades av regissören Jonas Åkerlund. Konceptet för bilderna var att skapa en drömvärld mellan verklighet och saga. Kullersten turnerade i Japan med "Realitales Tour" och var samma år i Cannes där hon var värdinna för Polarpriset.

### Mellow (2004)
År 2003 började Kullersten samarbeta med före detta chefen för Sony, Richard Ogden. Tillsammans började de utforska idén om en akustisk skiva inspirerad av Mejas livekonserter. Ogden introducerade Meja för Hamish Stuart som kom att producera albumet Mellow, inspelat i London. Bland musikerna på skivan märks Gota Yahashi, Ralph Salmins, Steve Pearce och Graham Harvey. För att få en touch av bossa nova bjöds den brasilianske gitarristen Heitor Pereira in tillsammans med percussionisten Bosco de Oliviera.
Kullersten fick tillåtelse av Caetano Veloso att tolka hans sång "O Leonzinho" till en engelsk version med titeln "Little Lion". År 2004 kom så albumet Mellow med sånger på engelska, spanska och portugisiska.

### The Nu Essential (2005)
Sony Music Japan gav ut albumet The Nu Essential 2005. Det var en Best of-skiva som samlar Kullerstens tid som artist i Japan.

### Urban Gypsy (2009)
År 2006 återvände Kullersten till Los Angeles för att skriva och spela in sin nya skiva. Hon fortsatte det drygt tioåriga samarbetet med Billy Steinberg och Maia Sharp men arbetade även med Jeff Barry, Billy Gibbons, Jed Leiber och Boz Boorer. Första singeln, "At the Rainbow's End", kom i juni 2009; albumet Urban Gypsy gavs ut i september 2009.

### AniMeja (2010)
Som en hyllning till japanska Studio Ghibli utgav Kullersten albumet Animeja där hon sjunger soundtracks från filmbolagets animerade filmer. Det gavs ut endast i Japan.

### Stroboscope Sky (2015)
Skivan ligger här mer åt amerikana-blueshållet än tidigare album.

## Diskografi

### Album
- 1993 – Holy Groove (Legacy of Sound)
- 1994 – Tour de Force (Legacy of Sound)
- 1996 – Meja
- 1997 – Live in Japan – The Flower Girl Jam
- 1998 – Seven Sisters
- 2000 – Realitales
- 2002 – My Best
- 2004 – Mellow
- 2005 – The Nu Essential
- 2009 – Urban Gypsy
- 2010 – 3 Original Album Classics
- 2010 – AniMeja
- 2015 – Stroboscope Sky
- 2021 – Kozmic Surfer - Live in Japan (Billboard Live 2020)

### Singlar
- 1993 – Happy (Legacy of Sound)
- 1993 – I Can't Let U Go (Legacy of Sound)
- 1993 – Feels So Good (Legacy of Sound)
- 1993 – Livin'n Learnin' (Legacy of Sound)
- 1994 – Woman in Me  (Legacy of Sound)
- 1996 – How Crazy Are You?
- 1996 – Welcome to the Fanclub of Love
- 1996 – I Wanna Make Love
- 1996 – I'm Missing You
- 1996 – Rainbow
- 1998 – Pop & Television
- 1998 – All 'Bout the Money
- 1998 – Lay Me Down
- 1998 – Beautiful Girl
- 1998 – Radio Radio
- 1999 – Intimacy
- 2000 – Private Emotion – duett med Ricky Martin
- 2000 – Spirits
- 2000 – Hippies In the 60's
- 2001 – I'm Here Saying Nothing
- 2004 – Wake Up Call
- 2004 – Life Is a River
- 2009 – At the Rainbow's End
- 2009 – Regrets (I Have None)
- 2010 – Dance With Somebody
- 2010 – Totoro
- 2013 – Blame It On the Shadows
- 2014 – Yellow Ribbon (i samarbete med Amnesty International)
- 2014 – Bohemian Behavior